# Steve Faber
Steve Faber es un guionista estadounidense conocido por su trabajo en la película Wedding Crashers (2005).

## Carrera
En 2005, New Line Cinema estrenó la comedia Wedding Crashers, protagonizada por Vince Vaughn y Owen Wilson, cuyo guion fue escrito por Faber y Bob Fisher. La película fue un éxito sorpresa y llegó al primer lugar en la taquilla estadounidense. Fue reconocido por el Sindicato de Guionistas de los Estados Unidos por su trabajo en Wedding Crashers, que fue nombrado uno de los 100 mejores guiones cómicos de la historia del cine. Antes de Wedding Crashers, Faber y Fisher habían escrito We're the Millers, que finalmente llegó a los cines en 2013, con Jennifer Aniston y Jason Sudeikis.
Faber también escribe poesía e ilustra dichos poemas. Tiene una columna satírica en The Huffington Post llamada «Washingwood». Además, fue editor de política y cultura en Penthouse Magazine. Se adentró en un género diferente al escribir la novela corta Novel Fifteen (2015), incluida en el libro The Blumhouse Book of Nightmares: The Haunted City (Blumhouse Books/Random House).